# Прапор ерзян
Прапор ерзян (рос. Флаг эрзян; ерз. Ěrzäń raśkeń koct, дослівно: Прапор ерзянського народу) є символом ерзян, одного з народів Росії. Прийнятий 16 квітня 2006 року Другим ерзянським конгресом.

## Опис та символіка
Складається з трьох горизонтальних смуг однакової ширини: верхньої — білого, середньої — червоного і нижньої — чорного кольорів. Автором прапора є Валентин Дев'яткін. Основні кольори прапора відображають кольори візерунків чоловічих і жіночих ерзянських національних костюмів.
Співвідношення ширини прапора до його довжини 1:2.
Чорний колір символізує колір землі, родючість і жіноче начало. Червоний колір є символом народу ерзя, а білий є символом Інешкіпаза (верховного божества і хранителя народу).

## Використання

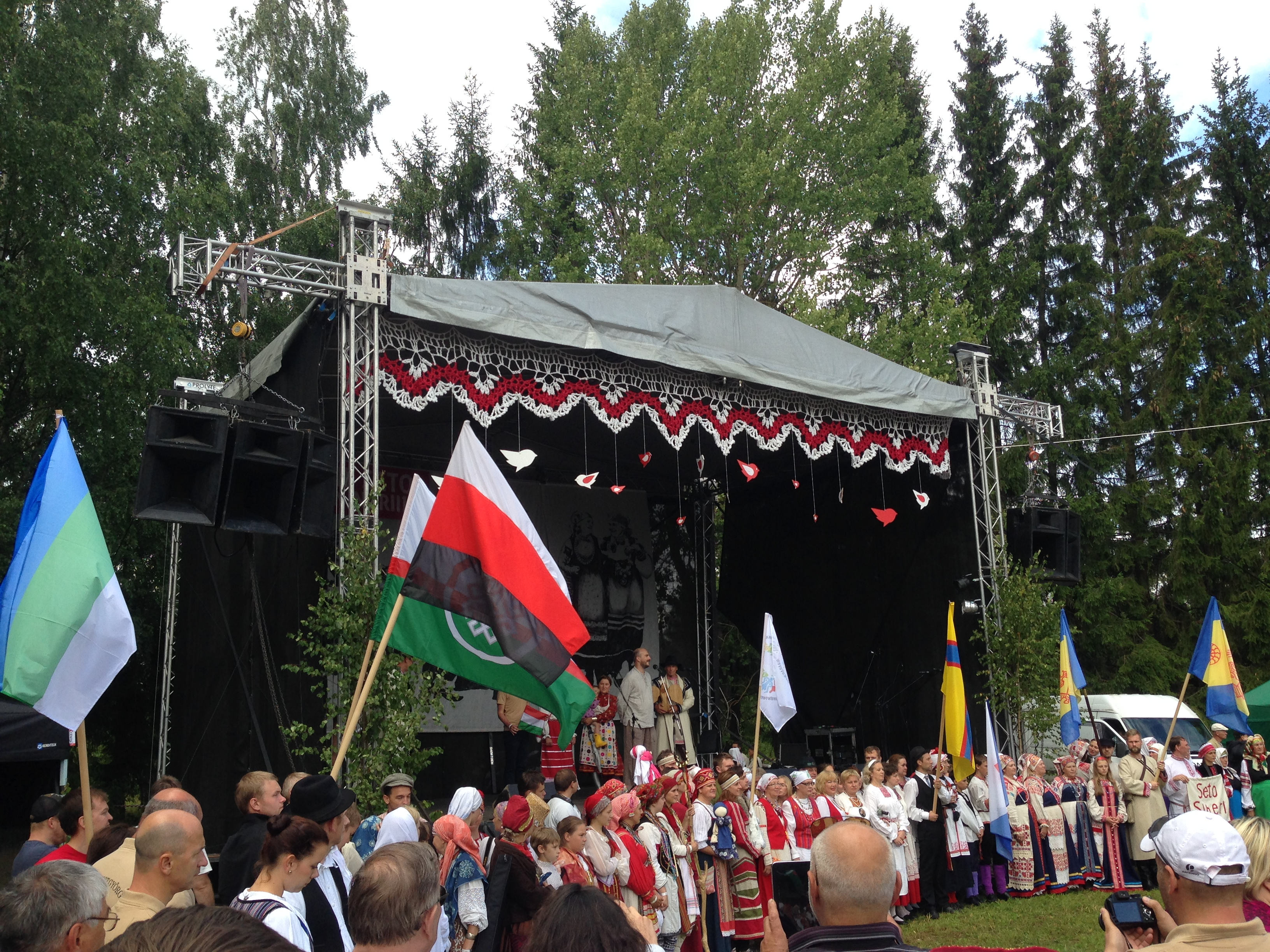
Ерзянський прапор (Меремяе, Естонія, 2015 р.)

Триколор використовується на офіційних ерзянських святах, а також у повсякденному, культурному житті нації, хоч прапор і не визнаний офіційною владою. Більшість свят, на яких використовується прапор, були прийняті Другим ерзянським конгресом:
- 16 квітня — День ерзянської мови[3][4][5];
- Сільське моління[6];
- Всеерзянске моління[7][8];
- Конгрес ерзянського народу[9][10];
- 21 грудня — День епосу «Масторава»[11].